# Stanislaus Jolles
Stanislaus Jolles (* 25. Juli 1857 in Berlin; † 14. Februar 1942 ebenda) war ein deutscher Mathematiker und Hochschullehrer an der Technischen Hochschule Berlin.

## Leben
Stanislaus Jolles studierte Mathematik an den Universitäten in Dresden, Breslau und Straßburg. In Dresden wurde er Mitglied des Corps Marcomannia. In Straßburg wurde er 1882 promoviert. Anschließend habilitierte Jolles sich 1886 an der Technischen Hochschule Aachen und war dort als Privatdozent tätig, bevor er 1893 einem Ruf nach Charlottenburg folgte.
An der Königlich Technischen Hochschule Charlottenburg, ab 1919 Technische Hochschule zu Berlin, war Jolles erst Privatdozent und ab dem 8. April 1896 Dozent, bevor er am 1. Oktober 1907 die ordentliche Professur für Darstellende Geometrie von Hugo Hertzer (1831–1908) übernahm. Im Studienjahr 1913/1914 war Jolles Dekan der Abteilung VI für Allgemeine Wissenschaften, insbesondere für Mathematik und Naturwissenschaften der Königlichen Technischen Hochschule zu Berlin. Am 30. September 1925 ging Jolles in den Ruhestand und seine Professur übernahm zum 1. Oktober 1925 Gerhard Hessenberg, der aber bereits am 16. November desselben Jahres verstarb. Erst zum 1. Oktober 1927 wurde die Professur erneut mit Erich Salkowski besetzt.
Jolles war Mitglied der Berliner Mathematischen Gesellschaft und der Deutschen Mathematiker-Vereinigung. Am 18. Januar 1908 wurde Jolles zum Mitglied der Deutschen Akademien der Naturforscher Leopoldina gewählt und wurde im Juli 1927 zum Ehrenbürger der Technischen Hochschule zu Berlin ernannt.
Während seiner Zeit in Berlin wohnte Ludwig Wittgenstein bei Stanislaus Jolles und seiner Frau Adele und blieb auch nach seiner Zeit in Berlin mit den beiden in Kontakt. Von diesem Briefwechsel sind 58 Stücke erhalten, wobei nur ein Brief von Wittgenstein geschrieben ist. Diese wurden 2001 von Anton Unterkircher unter dem Titel „Schokoladenbriefe“ herausgegeben, da die meisten davon Feldpostkarten sind, in denen es um Sendungen von Essenspaketen geht.
Scheinbar wollte Stanislaus Jolles auch aus dem von Nationalsozialisten beherrschten Deutschland emigrieren. In den Flüchtlingsakten der Oswald Veblen Papers findet sich ein Eintrag von Hermann Weyl aus dem Jahr 1938: „Letzter Überlebender der Tradition der ‚synthetischen Geometrie‘ … Er fragt, ob es einen Zufluchtsort in Amerika für alte Leute wie ihn gibt, um ruhig zu sterben. Frau könnte Unterricht in Französisch und Deutsch geben.“

## Werke (Auswahl)
- Die Raumkurven IV. Ordnung II. Spezies synthetisch behandelt. Straßburg 1883 (Dissertation).
- Die Theorie der Osculanten und das Sehnensystem der Raumcurve IV. Ordnung II. Species. Ein Beitrag zur Theorie der rationalen Ebenenbüschel. J. A. Mayer, Aachen 1886 (Habilitation).